# Lissotriton boscai
El tritón ibérico (Lissotriton boscai, antes Triturus boscai) es una especie de anfibio urodelo de la familia Salamandridae, endémico de la mitad noroccidental de la península ibérica.

## Descripción
Es un urodelo de pequeño tamaño que puede alcanzar hasta 97 mm de longitud total. Los machos no desarrollan cresta dorsal, sino sólo una cresta caudal baja durante el periodo de celo. La cola, de similar longitud al cuerpo, está comprimida lateralmente, y en los machos acaba en un pequeñísimo filamento. La coloración de cabeza y dorso es de color pardo o marrón, y ventralmente es de color naranja o rojizo, sobre el que destacan conspicuas manchas o puntos gruesos negros, irregularmente dispuestos, pero frecuentemente alineados lateralmente.
Los renacuajos miden entre 10 y 18 mm, y son de color amarillento con un leve diseño punteado en oscuro y presenta una cresta dorsal que se continúa hasta el final de la cola, donde acaba en ángulo agudo.

## Estatus de conservación
En España se cataloga como especie de preocupación menor (LC). 

## Distribución
Es un endemismo ibérico distribuido por la mitad occidental de la península ibérica. Su distribución incluye localidades desde escasa altitud y muy próximas al mar (como ocurre en el área de Doñana) hasta zonas montañosas (hasta aprox. 1.800 m s. n. m.), encontrándose preferentemente en zonas entre 400 y 1.000 m s. n. m. El clima que caracteriza a la mayoría de sus hábitats es de carácter mediterráneo oceánico y continental, con precipitaciones anuales normalmente inferiores a 900 mm, aunque en el norte es también abundante en zonas de clima templado frío oceánico, con mayor abundancia de precipitaciones.

## Hábitat
Se encuentra en biotopos muy diversos, como bosques de encinas, alcornoques o robles, pinares, plantaciones de eucalipto, zonas de matorral y cultivos e incluso zonas arenosas costeras. Para su reproducción requiere pequeñas charcas temporales, estanques, pozas, arroyos con zonas remansadas, abrevaderos o fuentes. En Salamanca se cita también su reproducción en medios permanentes.

## Ecología trófica
Durante su fase acuática los adultos se alimentan de invertebrados acuáticos, especialmente larvas de dípteros. Los renacuajos consumen sobre todo crustáceos planctónicos, incluyendo también en su dieta larvas de dípteros y otros invertebrados acuáticos.

## Biología de la reproducción
En el sur, los adultos acuden a los medios acuáticos para reproducirse en otoño, manteniéndose la época de cortejos y ovoposición durante el invierno. Los renacuajos se observan de febrero a junio, completando la metamorfosis los primeros individuos en mayo. En otras zonas del centro y norte de su área de distribución, los adultos comienzan la reproducción en febrero, prolongándose hasta julio. Los primeros renacuajos se observan en primavera, y completan su metamorfosis de julio a septiembre.

## Interacciones entre especies
Se ha descrito una alta similitud en el uso de hábitats reproductivos con el Triturus pygmaeus. Sus renacuajos tienen dietas similares, pero mantienen distintas estrategias de caza, acechando a sus presas normalmente tras una búsqueda lenta por el fondo de las charcas, mientras que T. pygmaeus las ingiere rápidamente tras observar su movimiento en la columna de agua.

## Patrón social y comportamiento
En fase terrestre, los adultos, en determinadas situaciones de peligro, exhiben una postura determinada (reflejo de unken) que consiste en arquear el cuerpo, levantando la cola y la cabeza y estirando las extremidades, mostrando así la coloración anaranjada o rojiza de la zona ventral de cuerpo, cabeza y cola.
Al principio de la fase acuática, los adultos muestran actividad crepuscular, pero conforme avanza el periodo reproductor tiende a extender su actividad durante el periodo diurno.
La actividad estacional varía a lo largo de su área de distribución. En el norte pueden estar inactivos en invierno, mientras que en las poblaciones del sur, el periodo de inactividad se sitúa en verano. En algunas poblaciones, los tritones tienen actividad terrestre manteniendo también una fase acuática asociada a la reproducción, mientras que en otras poblaciones se pueden observar individuos en fase acuática durante todo el año.